# Horst Göbbels
Horst Göbbels (* 1939) ist ein deutscher Keramiker und Kunsthandwerker mit Werkstatt in Krefeld.
Er machte 1966–1968 eine Ausbildung in der Keramik- und Bildhauerwerkstatt Wolfgang Obertreis und studierte 1968–1973 an der Fachhochschule Niederrhein mit dem Abschluss Diplom-Designer. Er eröffnete 1974 ein Atelier in Nettetal-Hinsbeck, später zog die Werkstatt nach Krefeld um. 1977–2002 war er Dozent für Porzellantechnik an der Fachhochschule Niederrhein.  Seine Werke sind in internationale Museen und staatliche Sammlungen aufgenommen.
Göbbels stellt Unikate aus Porzellan und Steinzeug her und ist spezialisiert auf dünnwandige Objekte aus Ajour-Porzellan. Teils werden seine Objekte teilabgedeckt und sandgestrahlt, sodass glasierte und matte Oberflächen Kontraste bilden.

## Auszeichnungen
- 1982: Westerwaldpreis, Höhr-Grenzhausen
- 1983: Staatspreis für das Kunsthandwerk im Lande Nordrhein-Westfalen[4]
- 1990: Pristina Award, World Triennial Exhibition of Small Ceramics, Zagreb, Jugoslawien
- 1992: Honorable Mention, Mino, Japan
- 1995 und 2009: Erster Preis im internationalen Gouda Ceramic Festival in Gouda, Niederlande[5]